# Corinna cruenta
Corinna cruenta is een spinnensoort uit de familie van de loopspinnen (Corinnidae).
De wetenschappelijke naam van de soort werd in 1880 als Hypsinotus cruentus gepubliceerd door Philip Bertkau.